# Taupicide
 (février 2024).
Si vous disposez d'ouvrages ou d'articles de référence ou si vous connaissez des sites web de qualité traitant du thème abordé ici, merci de compléter l'article en donnant les références utiles à sa vérifiabilité et en les liant à la section « Notes et références ».
Un taupicide est un produit phytopharmaceutique, de la famille des pesticides, elle-même englobée dans le groupe des biocides, employé pour détruire les taupes.
La substance active des taupicides peut être 
- de l'alpha-Chloralose (le chloralose est interdit depuis 2007 dans l'union européenne),
- du phosphure de magnésium,
- du phosphure d'aluminium,
- du phosphure de calcium,
- du nitrate de baryum, etc.

L'utilisation de chloralose ou de strychnine pour cet usage n'est plus autorisé en France.